# Pavonia hieronymi
Pavonia hieronymi är en malvaväxtart som beskrevs av Gürke. Pavonia hieronymi ingår i släktet påfågelsmalvor, och familjen malvaväxter. Inga underarter finns listade i Catalogue of Life.